# Alfredo Vittorio Reichlin
Avvocato Alfredo Vittorio Reichlin, patrizio di Steinen (Napoli, 17 settembre 1892 – Breganzona, 2 novembre 1981) è stato un calciatore e attore italiano, pioniere del calcio partenopeo, arbitro, giornalista, attore e poeta. Era indicato anche come Reichlin I per distinguerlo dal fratello minore Mario, indicato come Reichlin II.

## Biografia
Figlio di Adolfo Francesco Reichlin, studiò presso il Collegio Nazareno di Roma. Laureato in Giurisprudenza, esercitò per vari anni la professione forense, come giornalista de Il Roma, Mezzogiorno Sportivo e La Voce Sportiva. Svolse un'intensa attività cinematografica (scrisse il soggetto di Donatella, film di Mario Monicelli): sotto il nome di Vittorio André o Victor Andrè esordì sul grande schermo nel film Cavalcata d'eroi (1950) di Mario Costa, con Cesare Danova e Carla Del Poggio, e fino al 1970, sempre in veste di caratterista o attore di secondo o terzo piano, prese parte a numerosi film, tra i quali La bellezza del diavolo (1949) di René Clair, Processo alla città (1952) di Luigi Zampa, nel ruolo di Amedeo Contursi, Puccini (1953), film biografico di Carmine Gallone, con Gabriele Ferzetti e Nadia Gray, Terza liceo (1953) di Luciano Emmer, Il momento più bello (1957), ancora di Emmer, con Marcello Mastroianni e Giovanna Ralli, nel ruolo del Prof. Grimaldi, Riusciranno i nostri eroi a ritrovare l'amico misteriosamente scomparso in Africa? (1968) di Ettore Scola, con Alberto Sordi e Nino Manfredi, nel ruolo di Père Francesco.
Fu anche poeta: nel 1973 vinse il Premio Internazionale "Giuseppe Marotta" con la poesia St'uocchie vuoste pubblicata nella raccolta Core napulitano. Altre sue opere sono la raccolta di poesie "Nuvole" e il poemetto satirico "L'arcipoema del golfo di Napoli".
Polemista vivace e battagliero, sostenne undici duelli.
Il 30 gennaio 1916 sposò Beatrice Telesio di Toritto (Napoli, 27 dicembre 1894 - Breganzona, 24 ottobre 1970) da cui ebbe due figli, Gabriella (Napoli, 10 novembre 1916 - Roma, 8 settembre 1995) e Francesco Reichlin (Napoli, 19 aprile 1919 - Breganzona, 26 settembre 2002). Morì il 2 novembre 1981 a Breganzona, in Svizzera, dopo avervi trascorso gli ultimi anni. È anche bisnonno dello scrittore contemporaneo Carlo Menzinger di Preussenthal.

## Carriera sportiva
Debuttò nell'Open Air, poi passò alla Juventus di Napoli dove giocò a centrocampo e infine nel Naples Football Club come ala destra. Nel 1911 passò all'Internazionale Napoli, ma a fine 1913 tornò al Naples con il fratello Mario. Si dedicò anche a tennis, nuoto, canottaggio e ciclismo. Fu anche arbitro, distinguendosi durante una rissa sul campo di gioco durante una gara tra Roman ed Audace per aver schiaffeggiato un dirigente romanista.

## Filmografia
- La bellezza del diavolo (La Beauté du diable), regia di René Clair (1949)
- Alina, regia di Giorgio Pàstina (1950)
- Il caimano del Piave, regia di Giorgio Bianchi (1950)
- Romanticismo, regia di Clemente Fracassi (1951)
- La città si difende, regia di Pietro Germi (1951)
- Cronaca di un delitto, regia di Mario Sequi (1951)
- Signori, in carrozza!, regia di Luigi Zampa (1951)
- Carmen proibita, regia di Giuseppe Maria Scotese (1952)
- Processo alla città, regia di Luigi Zampa (1952)
- Serenata amara, regia di Pino Mercanti (1952)
- Ai margini della metropoli, regia di Carlo Lizzani (1953)
- ...e Napoli canta!, regia di Armando Grottini (1953)
- Siamo tutti inquilini, regia di Mario Mattoli (1953)
- Terza liceo, regia di Luciano Emmer (1953)
- Puccini, regia di Carmine Gallone (1953)
- Camilla, regia di Luciano Emmer (1954)
- Due soldi di felicità, regia di Roberto Amoroso (1954)
- I cinque dell'Adamello, regia di Pino Mercanti (1954)
- Solo Dio mi fermerà, regia di Renato Polselli (1956)
- Il momento più bello, regia di Luciano Emmer (1957)
- Caltiki il mostro immortale, regia di Riccardo Freda (1959)
- Il re Manfredi, regia di Piero Regnoli (1962)
- La morte ha fatto l'uovo, regia di Giulio Questi (1968)
- Tre croci per non morire, regia di Sergio Garrone (1968)
- Riusciranno i nostri eroi a ritrovare l'amico misteriosamente scomparso in Africa?, regia di Ettore Scola (1968)
- Probabilità zero, regia di Maurizio Lucidi (1969)
- L'inafferrabile invincibile Mr. Invisibile, regia di Antonio Margheriti (1970)